# Harald de Danemark
 (mars 2016).
Si vous disposez d'ouvrages ou d'articles de référence ou si vous connaissez des sites web de qualité traitant du thème abordé ici, merci de compléter l'article en donnant les références utiles à sa vérifiabilité et en les liant à la section « Notes et références ».
Le prince Harald de Danemark (Harald Christian Frederik af Danmark) (8 octobre 1876 - 30 mars 1949) est un membre de la famille royale danoise. 
Le prince Harald sert dans l'Armée royale danoise pendant la majeure partie de sa vie et atteint le grade de Lieutenant-général.

## Biographie

### Premières années

#### Naissance et famille

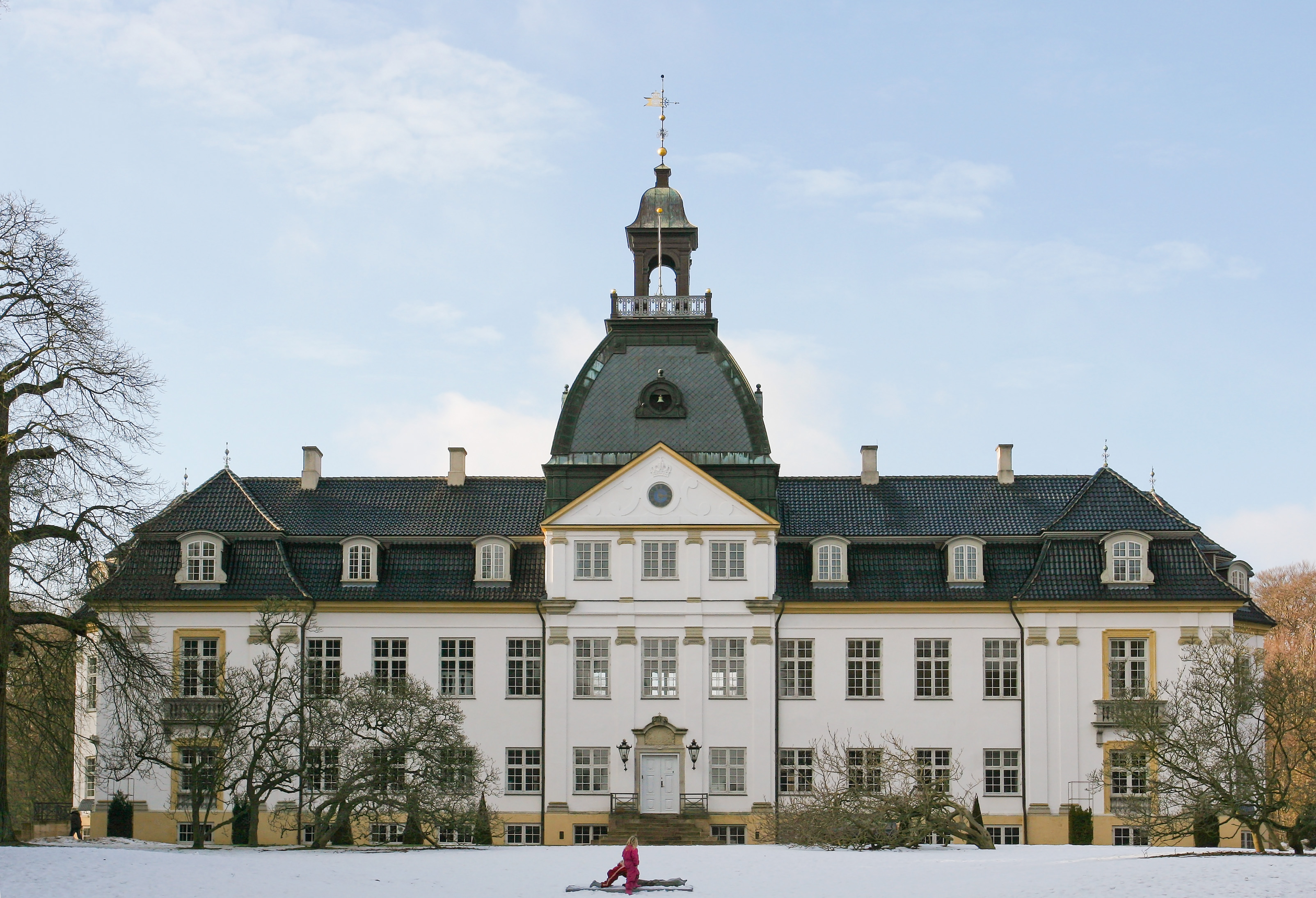
Le palais de Charlottenlund en 2006.

Petit-fils du roi Christian IX de Danemark (1818-1906), surnommé le « beau-père de l’Europe », le prince Harald de Danemark voit le jour le 8 octobre 1876 à la residence d'été de ses parents, le palais de Charlottenlund, située sur les rives du détroit Øresund à 10 kilomètres au nord de Copenhague sur l'île de Seeland au Danemark. Il est le quatrième enfant du prince Frédéric, prince héritier du royaume de Danemark, et de son épouse la princesse Louise de Suède. Son père est le fils aîné du roi Christian IX de Danemark, et de son épouse, la princesse Louise de Hesse-Kassel, et sa mère est la fille unique du roi Charles XV de Suède et de Norvège, et de son épouse, la princesse Louise des Pays-Bas.
Le prince Harald, de son nom de baptême Harald Christian Frederik, en tant que petit-fils d'un monarque danois dans la lignée masculine et que fils d'un prince héritier danois, portait dès sa naissance le titre de prince de Danemark avec la qualification d'altesse royale. Lorsqu'il voit le jour, le prince Harald est quatrième dans l'ordre de succession au trône de Danemark, après son père et ses deux freres ainés, mais sans véritable perspective de succession au trône danois.

#### Jeunesse

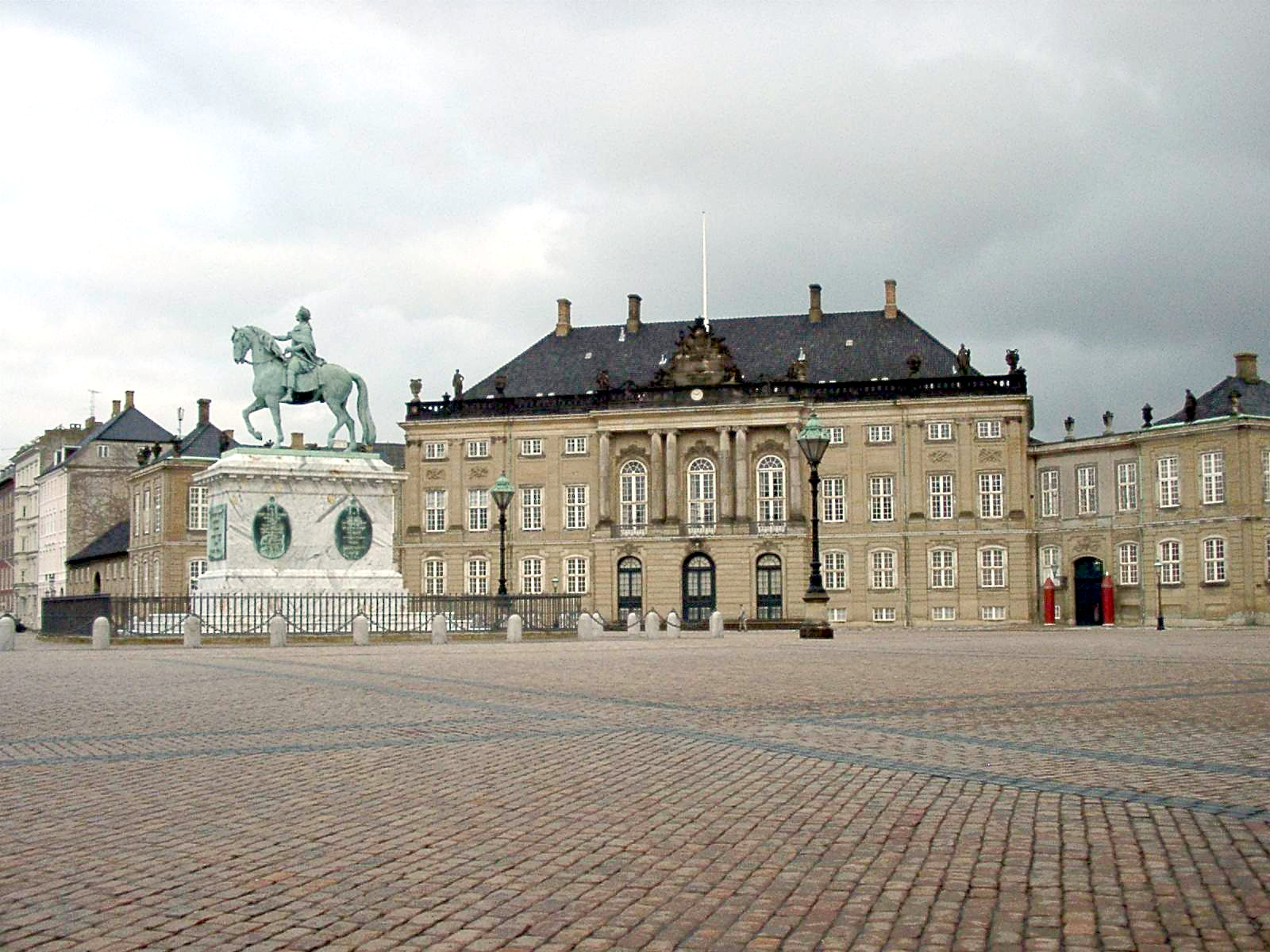
Le palais Frédéric VIII au palais d’Amalienborg à Copenhague.

Le prince Harald avait trois frères et quatre sœurs, dont son frère Christian succède à leur père sur le trône danois en 1912 et son frère Charles devient roi de Norvège sous le nom de Haakon VII en 1905,. L'enfant grandit aux côtés de ses parents et ses frères et sœurs au résidence de ses parents, le palais Frédéric VIII, situé au palais d’Amalienborg à Copenhague, et à leur rèsidence d'été, le palais de Charlottenlund, au nord de la ville..
Contrairement à la pratique habituelle de l'époque, où les enfants royaux étaient élevés par des gouvernantes, les enfants étaient élevés par la princesse héritière Louise elle-même. Le prince Harald et ses frères et sœurs ont reçu une éducation privée à dominance chrétienne, caractérisée par la sévérité, l'accomplissement des devoirs, les soins et l'ordre.

#### Vie familiale
Après son mariage avec la princesse Hélène de Schleswig-Holstein-Sonderbourg-Glücksbourg, ils s'installent au château de Jaegersborghus à Gentofte au nord de Copenhague. À partir de 1918, le couple vit dans une villa au 25 Svanemøllevej à Ryvangen, conçue par l'architecte Julius Bagger. C'est dans ces résidences que naissent leurs cinq enfants.

### Dernières années
Lorsque la princesse Hélène pendant l'occupation allemande du Danemark durant la Seconde Guerre mondiale a montré de la sympathie pour l'Allemagne, elle a été exilée par le roi Christian X après la libération du pays et n'a été autorisée à revenir au Danemark que peu de temps avant la mort du prince Harald en 1949.
Le prince Harald meurt le 30 mars 1949 à l'hôpital de Bispebjerg à Copenhague à l'âge de 72 ans. Il est inhumé dans la chapelle Christian IX de la cathédrale de Roskilde, la nécropole traditionnelle des rois de Danemark. Son épouse vint le rejoindre après son décès le 30 juin 1962.

## Famille

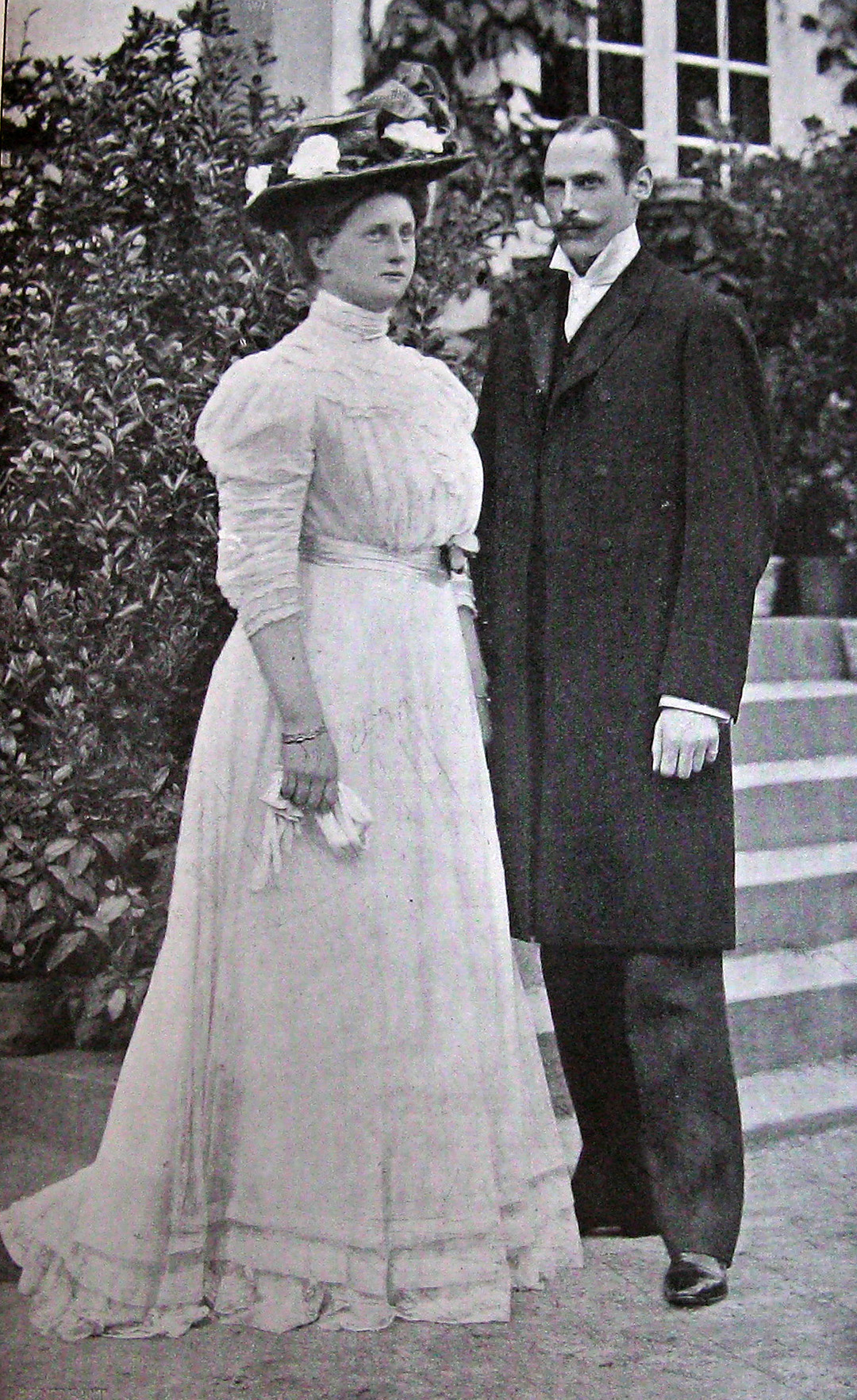
Le prince Harald et la princesse Hélène en 1909.

Il épouse, le 28 avril 1909 au château de Glucksbourg, la princesse Hélène de Schleswig-Holstein-Sonderbourg-Glücksbourg (1888-1962), fille du duc Frédéric-Ferdinand de Schleswig-Holstein-Sonderbourg-Glücksbourg et de la duchesse Caroline-Mathilde de Schleswig-Holstein-Sonderbourg-Augustenbourg. Ils ont cinq enfants :
- Feodora de Danemark (3 juillet 1910 - 17 mars 1975) épouse le prince Christian de Schaumbourg-Lippe (20 février 1898 - 13 juillet 1974), dont descendance ;
- Caroline-Mathilde de Danemark (27 avril 1912 - 12 décembre 1995) épouse le prince Knud de Danemark (27 juillet 1900 - 14 juin 1976), dont descendance ;
- Alexandrine-Louise de Danemark (12 décembre 1914 - 26 avril 1962) épouse le comte Léopold de Castell-Castell (14 novembre 1904 - 6 novembre 1941), dont descendance ;
- Gorm de Danemark (24 février 1919 - 26 décembre 1991), célibataire, sans enfants ;
- Oluf de Danemark (10 mars 1923-19 décembre 1990) épouse morganatiquement en premières noces Annie Puggard-Müller (8 septembre 1926 - 14 mai 2013), dont descendance, puis épouse en secondes noces Lis Wolf-Jürgensen (née en 1935), sans postérité.

## Distinctions

### Décorations danoises
- Chevalier de l'Ordre de l'Éléphant (28 juillet 1894)
- Grand-commandeur de l'Ordre de Danneborg (1917)

### Décorations étrangères

#### Royaume de Suède
- Chevalier de l'Ordre des Séraphins (27 août 1897)